# イム・スヒャン
イム・スヒャン（朝: 임수향、1990年4月19日 - ）は、 大韓民国の俳優である。 
2025年3月17日までFNエンターテインメントと専属契約を行っていた。

## 出演作品
主演作は太字。

### テレビドラマ
- 芙蓉閣の女たち〜新妓生伝（2011年、SBS） - タン・サラン／クム・サラン役[2]
- パラダイス牧場（2011年、SBS） - イ・ダウン役
- サンショウウオ導師と恋まじない（2012年、SBS） - イム・スミン役
- アイドゥ・アイドゥ～素敵な靴は恋のはじまり～（2012年、MBC） - ヨム・ナリ役[3]
- アイリス2（2013年、KBS2） - キム・ヨンファ役[4]
- 感激時代〜闘神の誕生（2014年、KBS2） - デグチ・カヤ役[5]
- 偉大な話（2015年、TV朝鮮／tvN） - オ・ヨンジャ役
- ドキドキ再婚ロマンス～子どもが5人!?（2016年、KBS2） - チャン・ジンジュ役[6]
- 吹けよ、ミプン（2016年-2017年、MBC） - パク・シネ／カン・ミジョン役（オ・ジウンの代役、13回から53回まで出演）[7]
- 恋の花が咲きました～2人はパトロール中～（2017年、KBS1） - ム・グンファ役[8]
- クリミナル・マインド:KOREA（2017年、tvN） - ソン・ユギョン役[9]
- 私のIDはカンナム美人（2018年、JTBC） - カン・ミレ役[10]
- トップスター・ユベク～同居人はオレ様男子～（2018年-2019年、tvN） - イム・スヒャン役
- 優雅な一族（2019年、MBN） - モ・ソッキ役[11]
- 私がいちばん綺麗だった時（2020年、MBC） - オ・イェジ役[12]
- 私たちは今日から（2022年、SBS）- オ・ウリ役[13][14]
- ドクター弁護士 (2022年、MBC) - クム・ソギョン役[15]
- コクドゥの季節（2023年、MBC） - ハン・ケジョル役[16]
- 美女と純情男（2024年、KBS2）-パク・ドラ（キム・ジヨン）役

### バラエティー番組
- 2015年 SBS 「拳を握って少林寺」[17]
- 2016年8月13日 JTBC 「知っているお兄さん」(37回)
- 2016年 MBC 「マイリトルテレビ」
- 2016年 SBS Plus 「手作りトークショーベテラン」
- 2017年 tvN 「SNL(Saturday Night Live Korea)コリア シーズン9」
- 2018年 、 2019年 JTBC 「一食ください」(2018年1月31日、2018年10月24日、2019年11月20日 合計3回出演)
- 2018年7月21日 JTBC 「知っているお兄さん」7月21日(137回)[18]
- 2018年 SBS「ランニングマン」[19]
- 2018年 SBS 「ミチュリ 8-1000」
- 2019年 SBS 「ミチュリ 8-1000 シーズン2」
- 2019年 MBC 「私は一人で暮らす」
- 2019年 SBS 「Running Man」
- 2020年 MBC 「私は一人で暮らす」
- 2021年 MBC 「ソン・ヒョンジュの簡易駅」第7話、第8話 青里駅(2021年4月10日/17日)[20]
- 2021年 Netflix 「犯人はお前だ」シーズン3 第1回 シェアハウスの泥棒[21]
- 2022年 JTBC 「お姉さんたちが走る-魔女体力バスケットボール部」レギュラーメンバー [22][23]
- 2023年 SBS 「憎い我が子」326回 スペシャルMC [24]
- 2023年 tvN 「素晴らしい土曜日」247回 [25]
- 2023年 KBS2「屋根部屋の問題児」247回 [26]

## 映画
| 年度   | タイトル                             | 配役           | 備考     |
| ------ | ------------------------------------ | -------------- | -------- |
| 2009年 | 「4時間目推理領域」                  | イム・スヒャン |          |
| 2013年 | 「映画版 アイリス2:LAST GENERATION」 | キム・ヨンファ |          |
| 2016年 | 「海洋之戀：海の愛」                 |                | 中国映画 |
| 2017年 | 「銀河」                             | イ・ウンハ     |          |

## ミュージックビデオ
- 2012年 ティアラ <Lovey-Dovey>（ゾンビVer.）

## 賞とノミネート
| 年度   | 授賞式                            | 部門                             | 作品                                    |
| ------ | --------------------------------- | -------------------------------- | --------------------------------------- |
| 2011年 | 第4回コリアドラマアワード         | 女性新人賞                       | 芙蓉閣の女たち〜新妓生伝                |
| 2011年 | SBS演技大賞                       | ニュースター賞                   | 芙蓉閣の女たち〜新妓生伝                |
| 2012年 | 第48回百想芸術大賞                | TV部門女性新人演技賞             | 芙蓉閣の女たち〜新妓生伝                |
| 2012年 | MBC演技大賞                       | ミニシリーズ部門女性優秀演技賞   | アイドアイド                            |
| 2014年 | KBS演技大賞                       | 中編ドラマ部門女性優秀演技賞     | 感激時代～闘神の誕生                    |
| 2016年 | KBS演技大賞                       | 長編ドラマ部門女性優秀演技賞     | ドキドキ再婚ロマンス～子どもが5人!?     |
| 2017年 | KBS演技大賞                       | 連続ドラマ部門女性優秀演技賞     | 恋の花が咲きました～2人はパトロール中～ |
| 2018年 | 第26回大韓民国文化演芸大賞        | ドラマ部門女性最優秀演技賞       | 私のIDは江南美人                        |
| 2018年 | 第23回消費者の日KCA文化芸能授賞式 | 2018観客が選んだ今年の俳優       | 私のIDは江南美人                        |
| 2019年 | 第14回スムピアワード              | ベストカップル賞 with チャ・ウヌ | 私のIDは江南美人                        |
| 2020年 | MBC演技大賞                       | 水木ミニシリーズ女性最優秀賞     | 私がいちばん綺麗だった時                |